# Wspięga
Wspięga (Lablab) – rodzaj roślin z rodziny bobowatych. W zależności od ujęcia takson jest traktowany jako monotypowy lub obejmujący dwa gatunki. Gatunek wspięga pospolita pochodzi z Afryki, ale rozprzestrzeniony został na całym świecie. Drugi gatunek – L. prostrata – rośnie w zachodniej Australii. 

## Systematyka
Pozycja systematyczna rodzaju według APweb (aktualizowany system APG III z 2009)
Jeden z rodzajów podrodziny bobowatych właściwych Faboideae w rzędzie bobowatych Fabaceae s.l. W obrębie podrodziny należy do plemienia Phaseoleae i podplemienia Phaseolinae.
Wykaz gatunków
- Lablab prostrata R.Br.
- Lablab purpureus (L.) Sweet – wspięga pospolita